# Cathédrale de Schwerin
La cathédrale de Schwerin est une cathédrale luthérienne située dans la ville de Schwerin, dans le land de  Mecklembourg-Poméranie-Occidentale, en Allemagne. Elle est dédiée à sainte Marie et à saint Jean. Elle a été construite sous le règne d'Henri XII de Bavière au XIIe siècle.
Après une construction qui a duré 76 ans, elle a été consacrée en 1248. Depuis la Réforme, elle est une église vouée au culte luthérien. Elle a été l'église principale de l'Église protestante luthérienne du Mecklembourg jusqu'en mai 2012 et est à présent l'une des deux églises principales de l'Église protestante luthérienne en Allemagne du Nord.

## Sépultures célèbres
- Anne Sophie de Prusse
- Anne de Brandebourg

## Sources
- (en) Cet article est partiellement ou en totalité issu de l’article de Wikipédia en anglais intitulé « Schwerin Cathedral » (voir la liste des auteurs).